# Syncretische politiek
Met de term syncretische politiek verstaat men een politiek waarbij schijnbaar elkaar uitsluitende ideologieën of ideologische opvattingen met elkaar in harmonie worden gebracht. Het is te onderscheiden van het centrisme dat zowel standpunten van links en rechts van het midden overneemt; bij syncretische politiek gaat het vaak om het met elkaar in synthese brengen van voor veel politicologen en ideologen onverzoenlijke opvattingen en standpunten. Aanhangers van de syncretische politiek bekennen zich meestal tot de stroming die wordt aangeduid met de term derde positie: er op cultureel gebied reactionaire of ultraconservatieve standpunten op na houden en op sociaaleconomisch gebied uiterst linkse standpunten er op na houden. Aanhangers van syncretische politiek hoeven echter niet noodzakelijkerwijs aanhangers te zijn van de derde positie. Belangrijk is te weten dat syncretische politieke denkers niet willen bemiddelen tussen verschillende ideologische standpunten (d.w.z. centrisme) maar de verschillende ideologische standpunten die men normaal gesproken als elkaar volstrekt uitsluitend beschouwt, weet te presenteren als één coherente ideologie.

## Belangrijke syncretische politieke ideologieën

### Anarchokapitalisme
Deze ideologie verbindt twee ideologische stromingen, namelijk kapitalisme en anarchisme met elkaar. Volgens conventionele aanhangers van het kapitalisme enerzijds en het anarchisme anderzijds wordt deze combinatie voor onmogelijk geacht. Anarchisten willen mensen bevrijden van machtsstructuren, w.o. het kapitalisme dat immers alleen kan bestaan bij gratie van de staat. Anarchokapitalisten op hun beurt wijzen er juist op dat zij evenals conventionele anarchisten de huidige kapitalistische orde evenzeer afwijzen. In een maatschappij zonder staat kan vrije concurrentie pas echt goed floreren omdat kapitalisten niet meer met hulp van overheden monopolies kunnen vormen en ook niet meer via de staat macht kunnen uitoefenen. Conventionele kapitalisten verwerpen het anarchokapitalisme omdat dat hun geprivilegieerde positie bedreigt. Sommige anarchokapitalisten geven de voorkeur aan de term vrije markt-anarchisme om zo duidelijker te doen uitkomen dat men de huidige, in hun ogen op "staatskapitalisme" gebouwde kapitalistische samenleving verwerpt.

### Nationaal-anarchisme
Anarchisten verwerpen de staat. Het nationaal-anarchisme gelooft in kleine gemeenschappen die er zelf voor kiezen hoe ze worden bestuurd. Zo'n kleine gemeenschap vormt in hun ogen een soort nationale entiteit met een eigen cultuur, godsdienst, tradities en gewoonten. Op economisch gebied kiezen de nationaal-anarchisten voor een vorm van markteconomie, mutualisme genaamd. Het mutualisme is weer typisch een anarchistisch concept, ontwikkeld door de Franse anarchist Pierre-Joseph Proudhon.

### Nationaal-liberalisme
Het nationaal-liberalisme is een syncretische stroming omdat ze twee schijnbaar tegengestelde ideologische opvattingen met elkaar probeert te verzoenen: liberalisme, dat kosmopolitisch en internationalistisch is en gericht vrije handel, het nationalisme staat juist voor eigenheid, geslotenheid en nationalisten streven er juist naar de eigen economie te beschermen. Nationaal-liberalen wijzen er echter op dat zowel het nationalisme als het liberalisme kinderen zijn van het Verlichtingsdenken en zien een zekere mate van protectionisme als noodzakelijk om eigen ondernemers voorrang te geven op de markt.

### Sociaal-conservatisme
Het streven naar verbetering of dragelijk maken van het lot van de allerarmsten wordt gewoonweg gezien als het natuurlijke terrein van socialisten en niet van conservatieven die veelal wordt verweten zich vooral bezig te houden met het conserveren van de bestaande orde en zich dus niet al te druk maken over het lot van de minderbedeelden. Vergeten wordt dat het de conservatieven in Engeland waren die als eerste door hadden dat de liberale economie gebaseerd op rationele overwegingen als vanzelf een lompenproletariaat moet voortbrengen. Sociale wetgeving in bijvoorbeeld het Verenigd Koninkrijk en Duitsland werden doorgevoerd door conservatieve regeringen. Sociaal-conservatieven verwerpen de klassenstrijd en streven naar solidariteit tussen de verschillende klassen. Economische ongelijkheid kan alleen worden gerechtvaardigd als de rijken zich actief inzetten het lot van de kwetsbaren zo dragelijk mogelijk te maken. (Vgl. ook: paternalistisch conservatisme, sociaal-rechts.) Het aan het sociaal-conservatisme verwante progressief conservatisme (gematigd progressief op sociaal-economisch gebied en conservatief op sociaal-cultureel gebied) lange tijd de dominerende stroming geweest binnen het Canadese conservatisme. Standpunten die worden ingenomen door christendemocratische partijen, zoals het CDA in Nederland en de CD&V in Vlaanderen zijn in feite een vermenging van sociale en conservatieve standpunten aangevuld met een dosis liberalisme (centrisme). Sommige sociaaldemocratische partijen in Midden- en Oost-Europa houden er sociaal-conservatieve ideeën op na.

### Nationaal-bolsjewisme
Deze ideologie ziet geen tegenstelling tussen nationalisme, d.i. het gericht zijn op het eigene al dan niet voorzien van een afwijzing van het "vreemde" en het internationalistische karakter van het bolsjewisme (communisme) dat juist wilde breken met alle vormen van nationalisme. Het nationaal-bolsjewisme, dat vooral in Rusland aanhangers heeft en dat daar ook grotendeels is ontstaan is echter al relatief oud en de voorloper ervan ontstond reeds om de jaren '20 van de twintigste eeuw. Het is een conservatieve en rechts revolutionaire stroming die het bolsjewisme heeft geframed. Ze zijn bewonderaars van Stalin omdat hij voorrang gaf aan het "socialisme in één land" (d.i. de Sovjet-Unie) boven de wereldrevolutie. Bovendien wist Stalin Rusland weer als supermacht op de wereldkaart te zetten.

### Linksnationalisme
Nationalisme wordt gewoonlijk door links gezien als een rechtse, kleinburgerlijke ideologie en linksnationalisme wordt dan gezien als een oxymoron. Linkse nationalisten vinden dat linkse politiek en het bevorderen van de nationale cultuur elkaar in z'n geheel niet uitsluiten. Europese aanhangers van het linksnationalisme wijzen veelal naar het jacobinisme, een van de stromingen onder de Franse revolutionairen die links republikeinse ideeën wisten te koppelen aan extreme uitingen van nationalisme. Stromingen als het Arabisch nationalisme en Afrikaanse nationalisme worden gewoonlijk gezien als linksnationalistische ideologieën.

### Rechts populisme
Rechts populisme is een vorm van syncretische politiek. Het populisme is links. Het "luisteren naar het volk" en het "uitvoeren van de wil van het volk" zijn gelinkt aan de leer van de volkssoevereiniteit. Ook het bekritiseren van de elite is links. Het volk heet soeverein te zijn, zo stellen populisten en daarom moeten politici de "wil van het volk" ten uitvoer brengen. Met klassieke rechtse politiek heeft dit niets te maken. Rechts in zijn klassieke gedaante is fel tegen volkssoevereiniteit en hangt het goddelijk recht der koningen aan of op z'n minst een regering geleid door aristocraten die krachtens hun afkomst het recht hebben om het volk te leiden. Aanhangers van het rechts populisme zullen stellen dat ook "rechts" de afgelopen eeuwen een evolutie heeft doorgemaakt en niet meer geloofd aan absolute monarchieën en regeringen van aristocraten en oligarchen. Het moderne rechts is juist tegen de elite, die als links wordt gezien. Probleem blijft dat men hetgeen men in de klassiek rechtse fase voor extreem verwerpelijk heeft gehouden (volkssoevereiniteit, directe democratie) nu plots door het hedendaagse rechts wordt omarmd en eigen wordt gemaakt. Als men onder "rechts" nationalisme en vaderlandsliefde verstaat dan zou rechts populisme kunnen worden gezien als een synthese tussen nationalisme en populisme.

### Nationaalsocialisme
Wordt gezien als een kunstmatige constructie tussen nationalisme, dat gewoonlijk wordt gezien als "rechts" en socialisme dat gewoonlijk wordt gezien als "links." Het ligt echter wat genuanceerder. Het moderne nationalisme is een erfgenaam van de Verlichting en kan daarom niet onmiddellijk worden gekwalificeerd als "rechts" en het socialisme kan ook op een organische samenleving duiden zonder dat daar overheidsingrijpen aan te pas komt of dat er wordt gestreefd naar gelijkheid en kan dus ook niet zonder meer worden afgedaan als "links." Binnen het nationaalsocialisme zal men bepleiten dat de staat, die men vereerd (nationalisme) en de zuivere volksgemeenschap (vorm van rechts-socialisme) bij elkaar horen en niet van elkaar kunnen worden onderscheiden.

## Politieke partijen
- ANO 2011 (Tsjechië, 2011-)
- Autonome Nationalisten (Nederland, Vlaanderen, Duitsland, Verenigd Koninkrijk, ca. 1990-)
- Ba'ath-partij (Arabische wereld, m.n. Irak en Syrië)
- Can Lao Partij (Republiek Vietnam, 1954-1963)
- Cercle Proudhon (Frankrijk, 1911-1925)
- Eurazië-beweging (Russische Federatie, 2001-)
- Falange Española (Spanje, 1933-1977)[6]
- Forza Nuova (Italië, 1997-)
- Front voor Nationale Renaissance (Roemenië, 1938-1940)
- Iraanse Volksmoedjahedien (Iran, 1965-)
- Kampfbund Deutscher Sozialisten (Duitsland, 1999-)
- Koreaanse Arbeiderspartij (Democratische Volksrepubliek Korea, 1949-)[7]
- Lechi (Palestijns Mandaatgebied, 1940-1948)
- Libertarian Party (Verenigde Staten van Amerika, 1971-)[8]
- National Union for Social Justice (Verenigde Staten van Amerika, 1934-1936)
- Minaret of Freedom Institute (Verenigde Staten van Amerika, 1993-)
- Mladorossi (Russische emigrés 1923-1945)
- Mouvement populaire de la Révolution (Zaïre, 1967-1997)
- Nationaal-Bolsjewistische Partij (Russische Federatie, 1992-2005)
- Nationaal-Liberale Partij (Roemenië, 1875-1947)
- Nationale Boerenpartij (Roemenië, 1926-1947)
- National Front (Verenigd Koninkrijk, 1967-1995)
- Nieuwe Wegen (Nederland, 2017-)
- Parti communautaire national-européen (België, 1984)
- Partido Justicialista (Argentinië, 1946-)
- Partido Único Nacional de los Trabajadores (Equatoriaal-Guinea, 1970-1979)
- Parti français national-collectiviste (Frankrijk, 1934-1944)
- Rassemblement national populaire (Frankrijk, 1941-1945)
- Partij voor de Vrijheid (Nederland, 2006-)
- Progressief-Conservatieve Partij van Canada (Canada, 1942-2003)
- Rapaille Partij (Nederland, 1921-1925)
- Sangkum (Cambodja, 1955-1970)
- Sozialistische Reichspartei (Bondsrepubliek Duitsland, 1949-1953)
- Syrische Socialistische Nationale Partij (Arabische wereld, m.n. Syrië en Libanon)
- Vijfsterrenbeweging (Italië, 2009-)

## Verwijzingen
1. ↑  Te onderscheiden van de door centristen aangehangen Derde weg tussen laissez faire kapitalisme enerzijds en staatssocialisme anderzijds.
2. ↑  Het liberaal-conservatisme, in feite ook een syncretische stroming kan op sociaal-economisch gebied progressieve standpunten innemen, maar dat hoeft niet: men kan ook liberaal-conservatief zijn door op sociaal-cultureel of ethisch vlak gematigder standpunten in te nemen dan gewone conservatieven. Ook is het mogelijk dat men zich liberaal-conservatief te noemen door voorstander te zijn van een liberale economische orde en op cultureel vlak conservatief te zijn.
3. ↑  Het echte probleem is natuurlijk dat wat men "rechts" noemt bij nader inzien gewoon linkse (liberale) wortels heeft. Dit oorspronkelijke linkse (liberale) gedachtegoed heeft men ter rechterzijde van het politieke spectrum gewoon eigen gemaakt en heeft men daarna aan de man gebracht als typisch "rechts."
4. ↑  "Socialisme", "volk", "gemeenschap" e.d. termijnen zijn in het geval van het nationaalsocialisme in feite inwisselbaar.
5. ↑  Het argument dat de nazi's links zouden zijn omdat ze een dirigistische economische politiek bedreven en veel zaken als staatsaangelegenheden beschouwden is veel te simpel: in dat geval waren of zijn absolute monarchieën ook links. De Royal Mail werd door koning Karel I van Engeland genationaliseerd. Dat maakt koning Karel daarom nog geen linkse staatsman.
6. ↑  Alleen in de fase 1933 tot en met 1937.
7. ↑  Onder voorbehoud, in ieder geval niet in de periode vóór 1990.
8. ↑  Onder voorbehoud.